# Чапати
Чапати е вид тънък индийски хляб, приготвен от пшеничено брашно без мая. Освен в Индия е разпространен в цяла Южна Азия и Източна Африка (Уганда, Гана и др.)

## Приготвяне
От брашно, сол и вода се замесва тесто и се разточват много тънки питчици с диаметър около 12 см (индийските чапати са с диаметър 10 – 12 см, докато пакистанските са по-големи – около 15 см). Пекат се на открит огън върху силно нагорещена плоча или тиган за около минута от всяка страна (трябва да покафенеят леко). Накрая се излагат за няколко секунди директно на пламъка на огъня в резултат на което се надуват като балон от останалата влага в тях. Веднага след това се слагат една върху друга и се покриват със суха кърпа.
Често, докато са още топли, се намазват с краве масло или още по-добре с гхи (ги) (вид дехидратирано и рафинирано краве масло, широко използвано в индийската и пакистанската кухня). Чапати се яде, като се чупи на парчета, с които може да се вземат по-едрите съставки на ястието като месо или зеленчуци. За течности се сгъва във формата на конус и се ползва като лъжица. В северните части на Индия са разпространени чапати с пълнеж, най-често картофено пюре с пържен лук.